# 管理フロート
管理フロート（かんりフロート）とは、為替相場を決定するための制度の一つ。自国の通貨の変動幅を固定し、その幅の範囲内で各国通貨が自由に取引される制度のこと。通貨の変動幅は中央銀行によって管理される。

## 中華人民共和国における管理フロート制
鄧小平による南巡講話を皮切りに対中投資が活性化し、中国が関税および貿易に関する一般協定（GATT）加盟に乗り出すと、国際世論から二重レートの是正が加盟条件とされた。中国はそれに応じ、公定レートを、需給に基づいて管理された市場レートに統合する形で為替レートを一本化した。またその後の外国為替市場の発足により、管理フロート制へと移行した。